# Polaris (album)
Polaris – 12 studyjny album fińskiego zespołu Stratovarius. Jest to pierwsza płyta nagrana bez udziału długoletniego członka formacji, gitarzysty i dotychczasowego lidera grupy Timo Tolkkiego. Na wydawnictwie tym po raz pierwszy zagrał również Lauri Porra, który jest w zespole od 2005 roku. Muzyka zaprezentowana na Polaris to typowe dla Finów połączenie power metalu i muzyki symfonicznej. Jest to powrót do muzyki prezentowanej na pierwszych płytach z udziałem Jörga Michaela i Jensa Johanssona, czyli Episode, Visions i Destiny.

## Lista utworów

### Podstawowe utwory
1. „Deep Unknown” – 4:28
2. „Falling Star” – 4:33
3. „King of Nothing” – 6:43
4. „Blind” – 5:28
5. „Winter Skies” – 5:50
6. „Forever Is Today” – 4:40
7. „Higher We Go” – 3:47
8. „Somehow Precious” – 5:37
9. „Emancipation Suite I: Dusk” – 6:57
10. „Emancipation Suite II: Dawn” – 3:40
11. „When Mountains Fall” – 3:12

Muzykę do "Deep Unknown" napisał Matias Kupiainen; do "King of Nothing", "Blind" i "Winter Skies" Jens Johansson; do "Higher We Go" i "Somehow Precious" Kupiainen i Kotipelto; pozostałe utwory skomponował Lauri Porra
Słowa do "Deep Unknown", "Higher We Go" i "Somehow Precious" napisał Timo Kotipelto; do "King of Nothing", "Blind" i "Winter Skies" Jens Johansson; do pozostałych utworów Lauri Porra

### Utwory dodatkowe
| Utwór                            | Długość | Muzyka                          | Tekst                           | Wydawnictwo na którym jest zawarty |
| -------------------------------- | ------- | ------------------------------- | ------------------------------- | ---------------------------------- |
| "Second Sight"                   |         | Matias Kupiainen/Timo Kotipelto | Matias Kupiainen/Timo Kotipelto | japońskie wydanie albumu           |
| "Deep Unknown" (Mikko Raita Mix) |         | Matias Kupiainen/Timo Kotipelto | Timo Kotipelto                  | wersja winylowa albumu             |

## Twórcy
- Timo Kotipelto – śpiew
- Jörg Michael – perkusja
- Jens Johansson – instrumenty klawiszowe
- Lauri Porra – gitara basowa
- Matias Kupiainen – gitara

## Informacje o albumie
- nagrywany: koniec roku 2008 w Hästholmen i 5by5
- miksy i inżynieria: Mikko Karmila
- okładka: Gyula Havancsák